# 庫克巷亡靈事件

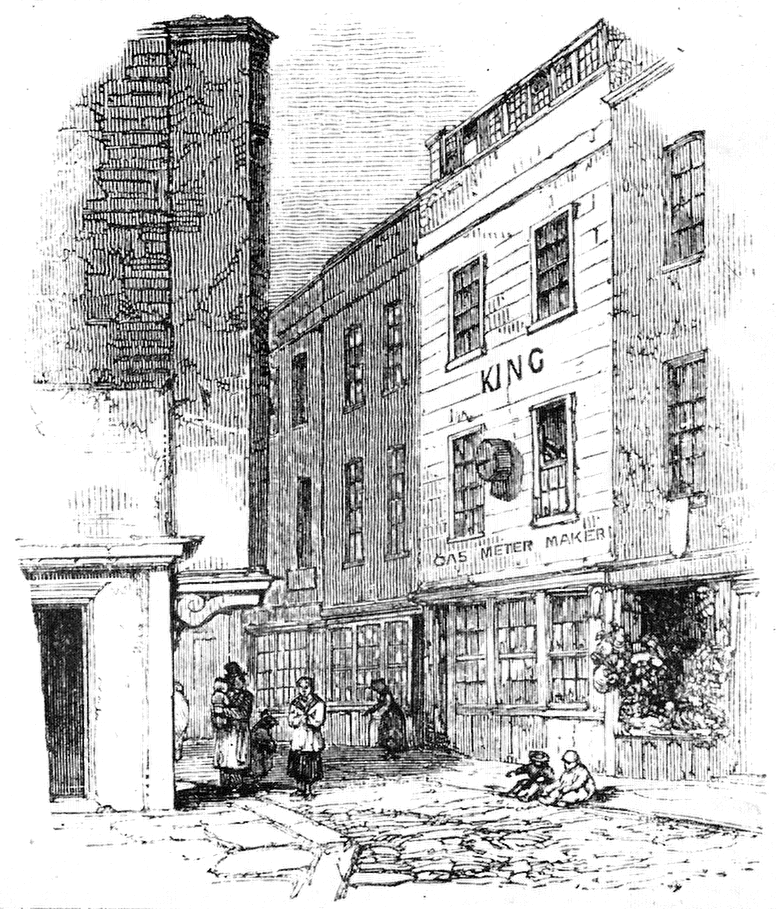
繪於19世紀的庫克巷街景。圖右的三層公寓即是鬧鬼事件的案發地

庫克巷亡靈事件（英語：Cock Lane ghost）是1762年引發公眾轟動的著名鬧鬼事件。事發地點位於英國伦敦史密斯菲爾德庫克巷內一處出租屋，距離圣保罗座堂僅數分鐘步程。事件核心涉及三人：來自诺福克郡的放高利貸者威廉·肯特、教區執事理查德·帕森斯，及其女兒伊麗莎白·帕森斯。
1756至1757年間，肯特與伊麗莎白·萊恩斯成婚，兩人遷居至斯托克費里。惟在搬家後不久，伊麗莎白難產去世。伊麗莎白懷孕期間，其姊妹弗朗西絲（俗稱范妮）曾搬來同住以便照顧嬰兒。嬰兒夭折後，范妮未有搬離，反而與肯特日久生情墜入愛河。儘管教会法禁止此類婚姻，二人仍以伴侶身份定居倫敦，租住在帕森斯所有的庫克巷公寓內。租住期間，公寓屢現詭異敲擊聲與騷靈現象，但在他們搬離後大多平息。直至范妮感染天花去世，加上肯特就未償債務起訴帕森斯並追回款項，靈異現象再度爆發。帕森斯聲稱范妮的亡靈先後作祟於其房產與女兒身上。為探究「刮木鬼范妮」的動機，人們定期舉行降神会，圍觀人群經常將庫克巷堵得水洩不通。
降神會上，眾人以自創的通靈密碼提問亡魂，而亡魂宣稱范妮的真正死因為砷中毒而非天花。此事迅速傳遍倫敦，報紙開始刊載事件始末，肯特遂被懷疑為兇手。事件越演越烈，倫敦金融城市長第一代從男爵塞繆爾·弗魯代爾爵士不得不介入；為免重滔伊麗莎白·坎寧偽證案之覆轍，市長決定不應雙方要求，發出拘捕令逮捕任何人等，惟下令檢測聲稱遭亡靈纏身的伊麗莎白·帕森斯。由塞缪尔·约翰逊等人組成的調查委員會於1762年2月初舉行降神會，最終認定伊麗莎白·帕森斯有製造或模仿特殊聲響的伎倆，所謂鬧鬼實為騙局。法庭判處理查德·帕森斯兩年監禁，另枷刑示眾三次；同案兩名被告入獄六個月至一年；另有兩名被告與肯特達成和解，經法官訓誡後獲釋。
這宗鬧鬼事件成為循道宗與傳統聖公宗論戰的焦點，常見於當時文學和藝術作品中。包括查尔斯·狄更斯在內的多位維多利亞時期作家都曾引用此案，諷刺畫家威廉·贺加斯亦在兩幅版畫中影射此事。據考証，涉事房子大概位於庫克巷20號，建於1666年後，拆除於1979年。

## 背景
1756至1757年間，出身於英國英格蘭東部诺福克郡的放高利貸者威廉·肯特（William Kent），與林納漢姆雜貨商之女伊麗莎白·萊恩斯（Elizabeth Lynes）成婚。兩人遷居斯托克費里，肯特在當地經營旅館，後接手了郵局。兩人十分恩愛，惟這段婚姻極為短暫：搬家後不到一個月，伊麗莎白便在分娩時離世。在伊麗莎白懷孕期間，她姊妹弗朗西絲（Frances）——俗稱范妮（Fanny）——已搬來同住，此後留下照料嬰兒及其父親。男嬰不久夭折，而范妮並未離開，繼續照顧威廉並操持家務。兩人很快發展為戀人關係，肯特有意與她成婚，卻受教会法禁止；肯特專程前往倫敦諮詢，獲告知由於伊麗莎白曾為他誕下存活男嬰，所以他與范妮絶無結合可能。1759年1月，肯特放棄郵局工作，離開范妮移居倫敦，打算「在政府機構謀職」，希望「工作能沖淡這段不幸沉溺的感情」。范妮則暫居在林納漢姆的兄弟家中。
儘管家人反對這段關係，范妮還是開始給肯特寫去火熱情書，「字裡行間盡是攜手共度餘生的懇求」。最終，肯特允許范妮搬進他位於倫敦東格林威治的住所。二人決定以夫妻名義同居，立下對彼此有利的遺囑，並希望保持低調。然而，他們低估了范妮親屬的干涉。當這對戀人搬到伦敦市长官邸附近的住所時，房東從女方家人口中得知實情，竟以拒絶償還肯特借款（約20英鎊）的方式羞辱他們。肯特憤而令其遭逮捕。
1759年10月，威廉·肯特與范妮在聖墓教堂晨禱時，結識了主禮的教區執事理查德·帕森斯（Richard Parsons）。雖然帕森斯在當地素有威望，卻是出了名的酒鬼，且為養家餬口疲於奔命。得知這對戀人的困境後，他深表同情，主動提議將自家位於教堂北面庫克巷（Cock Lane）的房子租給他們。這棟三層住宅位於一條蜿蜒窄街內，與倫敦市中心的多數街道相似，地段不錯卻漸趨沒落，每層僅有一個房間，由螺旋樓梯相連。自稱肯特夫婦的兩人入住後不久，肯特便借給帕森斯12堅尼，約定每月償還1堅尼。
怪事始於肯特離城參加婚禮期間。帕森斯與妻子育有兩名女兒，其中長女伊麗莎白被描述為「大約11歲的機靈小女孩」。肯特請伊麗莎白陪伴當時已懷孕數月的范妮，在他外出期間，兩人同床而眠。某日，范妮向帕森斯太太投訴，聲稱她與伊麗莎白在睡覺時受異響滋擾。帕森斯太太歸咎於鄰近的鞋匠；但當週日噪音再現時，范妮詢問鞋匠有否在當日工作，帕森斯太太只得否認。鄰近酒館的老闆詹姆斯·法蘭岑（James Franzen）是另一位目擊者；他參觀完房子後，聲稱目睹一個幽靈般的白色身影拾級而上，於是驚恐地逃回家中。帕森斯隨後登門，聲稱也看到亡靈。
范妮臨產僅餘數週時，肯特已著手安排搬往克勒肯維爾巴特利特宮（Bartlet's Court）的宅邸。但到了1760年1月，新居尚未就緒，二人只得暫棲附近一間狹窄公寓。豈料於1月25日，范妮突然病倒。主治醫師庫珀（Dr. Cooper）診斷為疹熱症初期，並同意肯特的看法，認為他們的住處不適合處於懷孕後期的女性。肯特遂僱馬車將她轉送巴特利特宮。次日庫珀醫生複診，與藥劑師詹姆斯·瓊斯（James Jones）會診後均認為范妮的症狀顯示她患有天花。聽到這個消息後，范妮急召律師確認遺囑效力，確保肯特可繼承其遺產。聖約翰克勒肯維爾教區牧師斯蒂芬·奧德里奇（Stephen Aldrich）是肯特的熟人，他安慰范妮時稱「主會寬恕妳的罪過」。最終范妮於2月2日去世。
作為唯一的遺囑執行人，肯特為范妮定製了棺木，卻因懼怕二人關係曝光招致訴訟，要求匿名下葬。然而辦理殮葬必須具名，他最終填上了自己的姓氏。范妮親屬接獲訃告，居於附近蓓尔美尔的姊妹安·萊恩斯（Ann Lynes）出席在聖約翰教堂舉行的葬禮。得知范妮僅為兄弟姊妹各留半克朗，其餘盡歸肯特，安馬上向博士院提出異議，卻未果。肯特繼承的大部分遺產，實為范妮從亡兄托馬斯遺產中分得的150英鎊，包括其名下部分土地。這些土地經遺囑執行人約翰·萊恩斯（John Lynes）變賣後，肯特又得到范妮應得的近95英鎊。萊恩斯家族對此非常反感。又因土地交易存在法律瑕疵，每位托馬斯遺產受益人需向買家支付45英鎊的賠償金。不過，肯特卻以「已耗資清償范妮債務」為由拒付。1761年10月，約翰·萊恩斯向衡平法院提起訴訟。彼時肯特已改行為证券经纪人，並於同年再婚。

## 鬧鬼

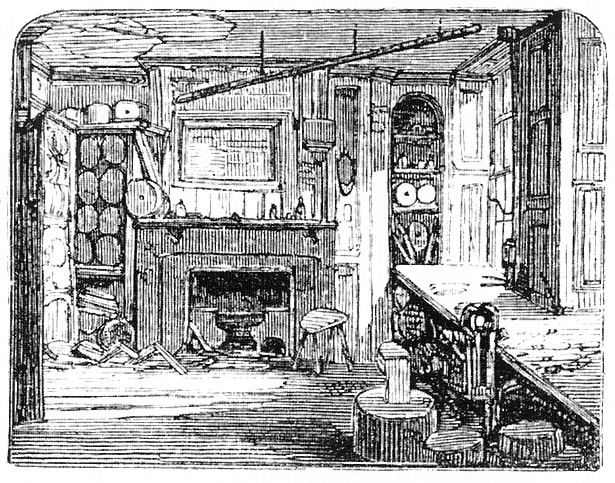
繪於19世紀的鬧鬼房間插圖

與肯特前任房東的行徑如出一轍，帕森斯也未還清肯特的貸款（餘額尚有3堅尼）；肯特於是委託律師起訴對方。1762年1月，肯特終於追回了欠款，此時庫克巷再度響起怪聲。凱瑟琳·弗蘭德（Catherine Friend）曾在肯特夫婦搬離後短期租住，但當發現那些異響時斷時續，且愈發頻繁又無法消除，她便匆匆搬離。這些聲音源於癲癇發作時的伊麗莎白。不過，整棟房子經常出現無法解釋的噪音，時人描述其聲如貓抓椅子。決心查明聲源的理查德·帕森斯，一度讓木匠拆除伊麗莎白床架周邊的護牆板，但仍然找不到根源。於是，他向約翰·摩爾（John Moore）求助，此人自1754年起任聖墓教堂助理牧師，又於1761年6月起兼任史密斯菲爾德圣巴多罗买大修院教堂教區牧師。早在范妮彌留之際，人們已注意到一個疑似其姊妹伊麗莎白的亡靈存在；二人由此斷定此刻在帕森斯家作祟的必定是范妮本尊。當時的社會普遍相信逝者靈魂可能重返人間警示生者，因此兩個不得安寧的亡靈的出現，對於帕森斯和摩爾而言，分明是亡靈有要事相告的徵兆。
帕森斯與摩爾設計了一套通靈密碼：一聲敲擊表示肯定，兩聲表示否定。經由這套系統，亡靈在出現時聲稱范妮實遭謀殺。據推測，曾驚嚇詹姆斯·法蘭岑的白影幽靈為伊麗莎白亡魂，她現身的目的是為了警示其姊妹死期將至。由於首個亡靈疑似消失，針對肯特謀殺妻子伊麗莎白的指控未能成立。不過，在反覆詢問范妮亡靈後，他們斷定其死因並非天花，而是砷中毒：據稱肯特在她臨終前兩小時投毒，如今亡靈想討回公道。摩爾從帕森斯處聽聞肯特追債始末，又從范妮妹妹安口中得悉，范妮的棺材蓋被封死，她因此未能見亡姊遺容。摩爾推測，妮的身體可能沒有任何明顯的天花疤痕，若然她真的中毒，這般異常恰是肯特急於掩蓋的。作為偏向循道宗的牧師，摩爾傾向採信亡靈之說，但為增強說服力，他找來早期循道會成員托馬斯·布拉頓（Thomas Broughton）助陣。1月5日，布拉頓造訪庫克巷，離開時他確信亡靈是真實存在。此事迅速傳遍倫敦，《公眾紀事報》開始連載靈異事件詳情，肯特也因此被大眾懷疑為兇手。

## 通靈
肯特在《公眾紀事報》上看到針對自己的隱晦指控後，決心洗刷污名，於是在神職人員的陪同下去拜訪約翰·摩爾。摩爾向肯特展示了他與帕森斯共同擬定問題清單，打算讓亡靈回答；其中一條涉及威廉與范妮的婚姻狀況，迫使肯特承認他們從未結婚。摩爾表示自己不認為肯特是兇手，相反他認為亡靈的出現意味著「背後隱藏著更為黑暗的真相」，並稱如果肯特願意前往帕森斯家，或許能親眼見證並確信其真實性。於是在1月12日，肯特請來范妮臨終前看護她的醫生和藥劑師，並與布拉頓一同前往庫克巷。在宅邸二樓，伊麗莎白·帕森斯當眾更衣後與妹妹共臥一床。圍觀者圍坐在房間中央的床邊，眾人被警告亡靈對於不信十分敏感，因此必須保持應有敬意。降神会開始時，帕森斯的親戚瑪麗·弗雷澤（Mary Frazer）在屋內奔走呼喊：「范妮，范妮，為何不來？求你快來，親愛的范妮，來吧！」然而屋內毫無動靜，摩爾此時宣稱眾人噪音太大導致亡靈卻步，要求人們離場，表示將嘗試透過跺腳與亡靈接觸。大約十分鐘後，摩爾宣佈亡靈已至，眾人可重新入內。接著，摩爾開始根據他與帕森斯準備的問題清單，向亡靈逐條詢問：
「你是肯特先生的妻子嗎？」 ——兩聲敲擊
「你是自然死亡嗎？」——兩聲敲擊
「是被毒死的嗎？」 ——一聲敲擊
「是肯特先生以外的人下的毒？」 ——兩聲敲擊
在提問更多問題後，一名圍觀者突然喊道：「肯特，問問這亡靈你會不會被絞死」。肯特照做了，亡靈則以一聲敲擊回應。肯特當即怒斥：「你是個說謊的亡靈，根本不是我范妮的魂魄。她絶不會說出這種話。」
當人們發現亡靈似乎會跟隨伊麗莎白·帕森斯移動時，公眾對此事的興趣大增。1月14日，她被送往鄰居布雷先生（Mr. Bray）的住所暫住，與傭人同牀而睡，惟布雷夫婦在屋內聽到敲擊聲。數日後伊麗莎白回到庫克巷。同月18日，庫克巷再度舉行降神會，出席者包括肯特、藥劑師瓊斯先生（Mr. Jones）、聖約翰克勒肯維爾教區牧師奧德里奇、充當靈媒的瑪麗·弗雷澤，以及其他群眾。通靈期間，當一位牧師舉著蠟燭查看床底時，亡靈拒絶回答下一條問題；弗雷澤解釋亡靈已消失，稱「她不愛光」。沉寂數分鐘後，亡靈回歸問答繼續，但當摩爾詢問亡靈是否願意出庭指證肯特時，弗雷澤拒絶轉述這個問題。
威廉與范妮居住於庫克巷期間，曾僱傭過一位名叫艾絲特·卡萊爾（Esther Carlisle）的女僕。她早已離職另謀生計，對閙鬼一事毫不知情。但為蒐集范妮被毒殺的證據，摩爾前去詢問她。卡萊爾透露，范妮臨終前幾日已無法言語。於是，摩爾邀請她參加1月19日舉行的降神會。會上眾人要求卡萊爾證實范妮遭毒殺，但她堅稱范妮從未提及此事，並告訴在場者威廉與范妮「恩愛甚篤，生活美滿」。當晚大約10時，肯特、法蘭岑以及牧師威廉·多德（William Dodd）和托馬斯·布勞頓（Thomas Broughton）到場。弗雷澤照例開場後，摩爾顯然對其舉止不滿而勒令她離開。隨後他讓數十名參與者暫離房間，幾分鐘後又召回眾人。這次降神會以卡萊爾為中心，她直接向亡靈發問：
「您是我的女主人嗎？」 ——一聲敲擊，繼以抓撓聲
「您生我的氣嗎，夫人？」——一聲敲擊
「那您真該羞愧，我這輩子從沒傷害過您。」
此言一出，降神會戛然而止。所有人隨後離場，惟弗雷澤與法蘭岑留在房中，據說後者嚇得動彈不得、不能言語，連弗雷澤問他是否要祈禱也無法回應。降神會後來持續至翌日清晨4時，隨後法蘭岑返家，據傳其夫婦臥室整夜遭亡靈敲擊侵擾。

## 調查
1月20日，眾人又在附近的霍西爾巷（Hosier Lane）拐角處布魯因先生（Mr. Bruin）家中舉行了一場降神會。在場的人員中，有一位「極其渴望揭穿騙局、查明這樁神秘事件真相」的男子，他後來將當晚見聞寄送《倫敦記事報》。這名男子與聖安妮和聖雅各修道院的詹姆斯·彭恩（James Penn）等人一同到場。在屋內，一位參與者緊靠床沿而立，卻被亡靈的擁護者要求離開。遭到拒絶後，雙方爆發短暫爭執，最終亡靈的擁護者憤然離場。隨後，該名打算查出真相的男子詢問帕森斯能否容許其女兒轉移至自己家中接受觀察，但遭到拒絶。當晚餘下的時間裡，亡靈未再發聲，伊麗莎白則顯得極度焦躁，不時出現抽搐癥狀。當被問及是否看見亡靈時，伊麗莎白予以肯定，卻毫無懼色。此時部分參與者已先行離開，但次日早上7時左右，敲擊聲再度響起。在例行詢問范妮死因及責任歸屬後，人們的質詢轉向了其安葬於聖約翰教堂墓穴的遺體。

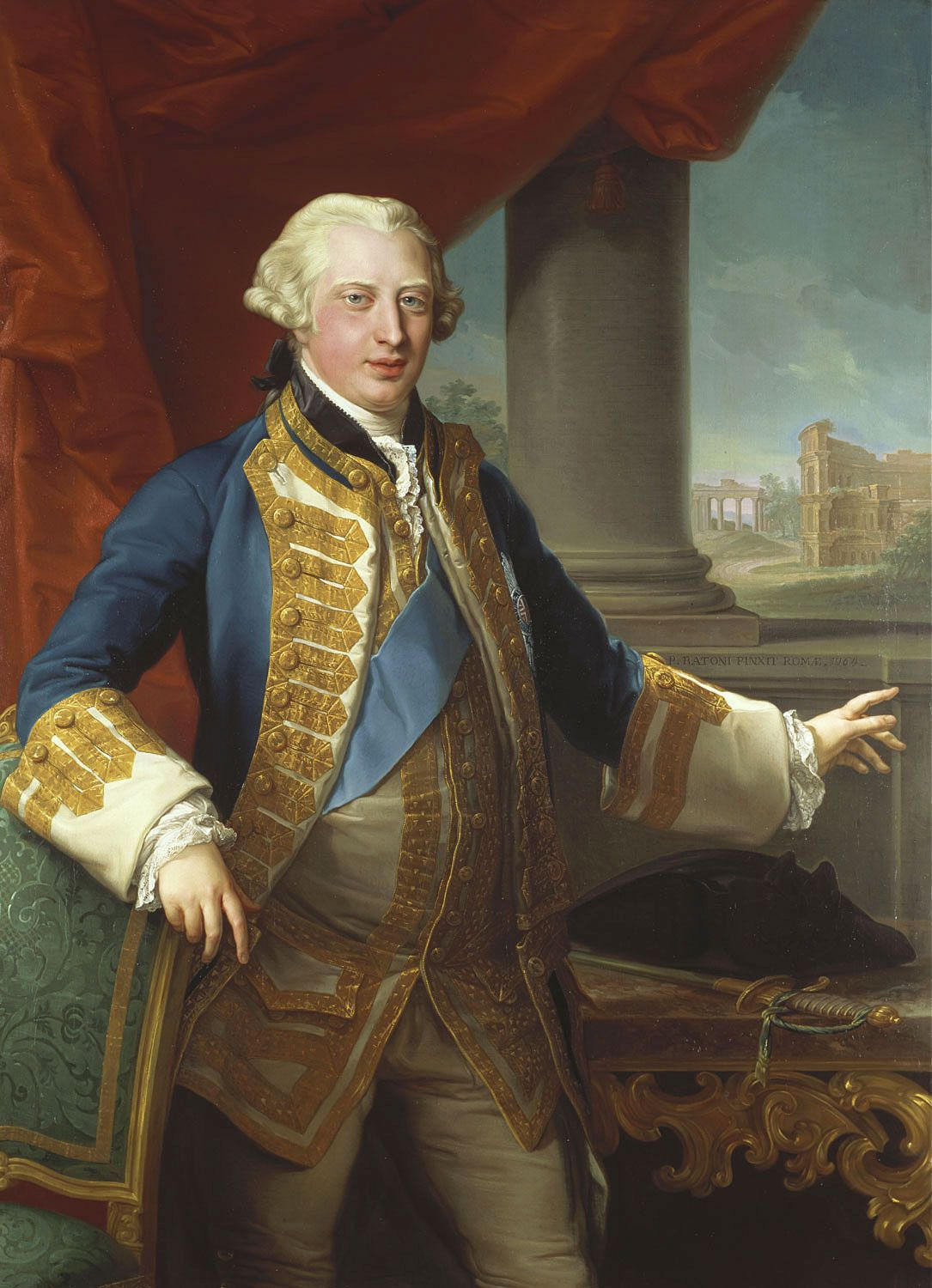
約克公爵，曾於1762年1月30日出席降神會

1月22日，帕森斯本已同意將伊麗莎白送往奧德里奇家中接受進一步檢查。然而當天清晨，當彭恩與一位實事求是的富紳登門詢問伊麗莎白的下落時，帕森斯卻聲稱女兒不在家中，又拒絕透露其下落。最終，帕森斯僅同意在當晚將伊麗莎白轉移至聖巴多羅買醫院，並在那裡舉行了又一場降神會。整晚風平浪靜，直至凌晨六點左右，在女孩看似熟睡之際，突然傳出三聲抓撓。現場約廿名參與者當場爭論，不少認為此事純屬騙局。伊麗莎白醒來後開始啜泣，經安撫才坦言她是在為父親擔憂：「若亡靈一事被認定為虛構，父親必將身敗名裂。」她還承認，儘管看似沉睡，實則完全清楚周遭的談話內容。
起初這場騷靈現象僅獲《公眾紀事報》報導；當1月14日數名貴族前往布雷先生宅邸探訪亡靈的消息傳開後，其他報紙紛紛跟進。《聖雅各紀事報》（St. James's Chronicle）和《倫敦記事報》刊發文章，惟後者在報導時則持懷疑態度。《勞埃德晚報》則於1月18日至20日作連續新聞追蹤。消息迅速傳遍倫敦，一月中旬聚集在庫克巷的人群駱驛不絕，把道路堵得水洩不通。帕森斯向訪客收取門票費，美其名「與亡靈對話」，而據稱亡靈從未讓入場人士失望。另一方面，在接到多方的介入請求後，倫敦金融城市長第一代從男爵塞繆爾·弗魯代爾爵士於1月23日接見了市政官戈斯林（Gosling）、摩爾、奧德里奇、帕森斯等人。他們各自述明事件原委，摩爾一方希望市長下令以謀殺罪逮捕肯特，奧德里奇則希望以串謀罪拘捕帕森斯。弗魯代爾聯想起惡名昭彰的伊麗莎白·坎寧偽證案，為免得失其中一方，他決定不發出拘捕令逮捕任何人。不過，面對著媒體連篇累牘報導引發的社會騷動，他最終下令將伊麗莎白帶至奧德里奇宅邸接受檢測。與此同時，1月23日至24日舉行的兩場降神會繼續以伊麗莎白為研究對象。帕森斯表面接受市長裁決，卻提出「需允許與女孩親近之人白日陪伴解悶」的要求。這項請求和後續兩次類似提議均遭拒絶，奧德里奇堅持只接受「品行端方的女管家」陪同。由於帕森斯遲遲不肯交出女兒，奧德里奇於是在《聖雅各紀事報》發文，講述事件細節和帕森斯的狡猾舉動。帕森斯及後在《公眾紀事報》撰文自辯。不過此舉隨即招致奧德里奇和彭恩於《勞埃德晚報》抨擊：「帕森斯先生聲稱始終願意交出孩子，卻在1月20日週三晚上拒絶了一位紳士的請求。我們向他保證，孩子將受到最細心和溫柔的對待……所謂『需要安保』究竟是何用意？」
1月26日，伊麗莎白被送往簡·阿姆斯特朗（Jane Armstrong）的住所，睡在一張吊床上。持續不斷的異響愈發堅定了亡靈擁護者的信念，而媒體對此案的追蹤報導也未曾停歇。第四代奥福德伯爵霍勒斯·沃波爾宣佈，他將於1月30日與約克公爵、諾森伯蘭公爵夫人、瑪麗·科克夫人、哈特福侯爵一同造訪庫克巷。然而當沃波爾伯爵艱難地穿過蜂擁而至的圍觀人群後，卻大失所望。《公共廣告人報》評述：「如今異響通常推遲至清晨7時出現，這種時間上的變動顯然是為了更好地延續騙局」。

## 揭發

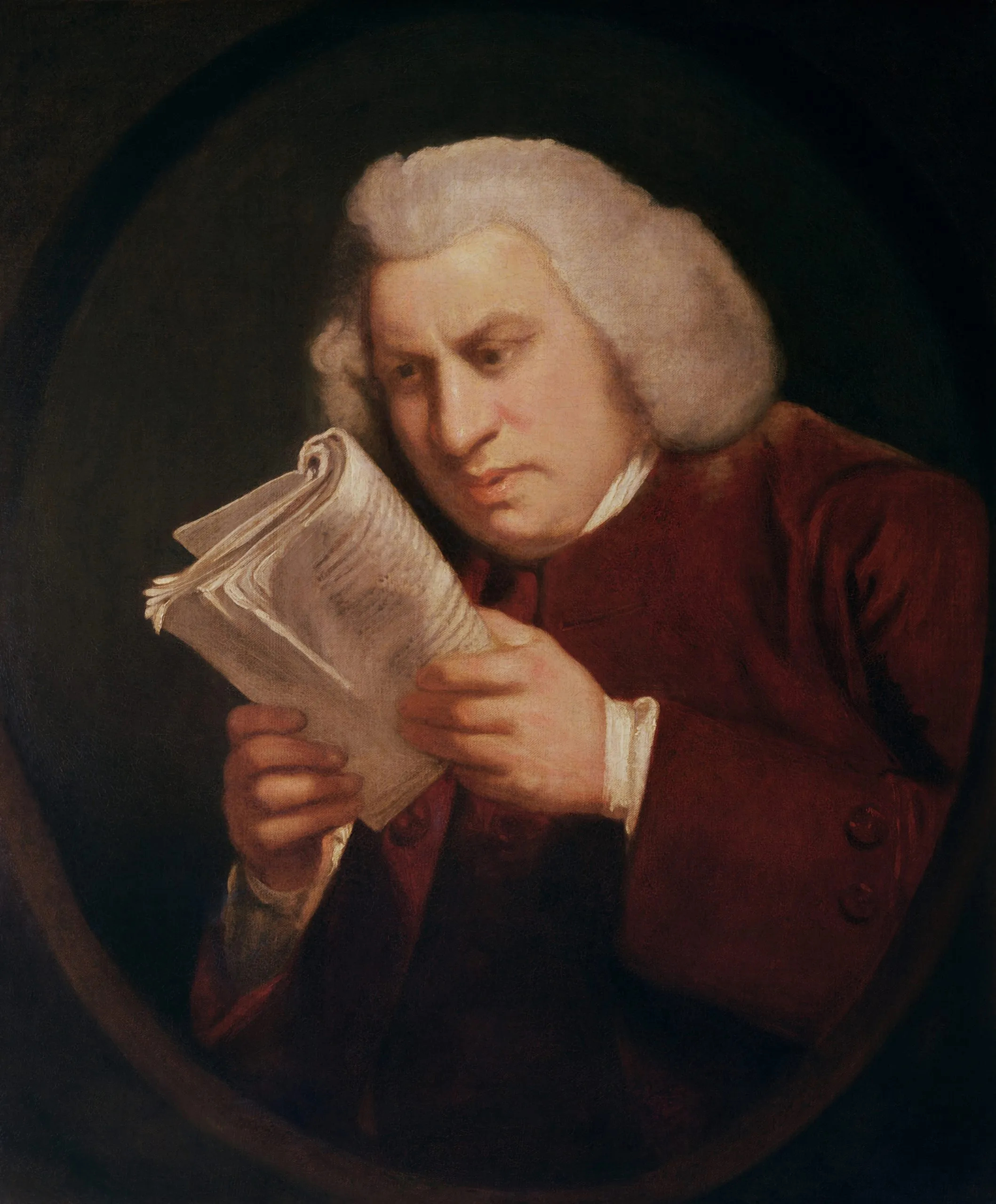
調查委員會成員之一的塞缪尔·约翰逊，事後定論所謂鬧鬼實為騙局

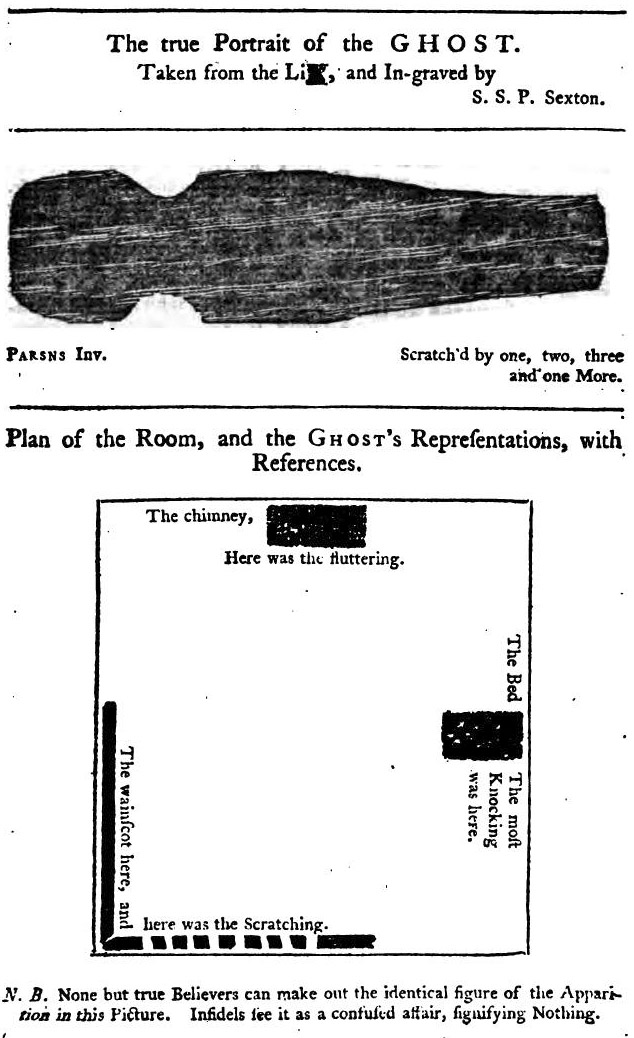
伊麗莎白·帕森斯使用的小木頭和鬧鬼房間的簡圖，繪於1762年

在達特茅斯伯爵的支持下，奧德里奇開始召集調查委員會的成員。他們挑選了當地產科醫院的護士長作為首席女官，並邀請以慎思明辨聞名的約翰·道格拉斯，以及喬治·麥考利（George Macaulay）醫生加入。委員會成員還包括威爾金森（Wilkinson）上尉：此人曾攜帶手槍和棍棒參加降神會，企圖以手槍射擊發出敲擊聲的源頭，並用棍棒自衛逃生，但亡靈在該次降神會未有發聲。彭恩和摩爾也是委員會成員，但最引人注目的當屬塞缪尔·约翰逊。约翰逊詳細記錄了1762年2月1日舉行的降神會始末：
2月1日晚上，眾多社會賢達應克勒肯維爾教區奧德里奇牧師的邀請，齊聚其府上，旨在查明據稱由亡魂發出、為揭露重大罪行而出現的異響。晚上10時左右，諸位紳士聚集於女孩卧室，而那位據稱被亡靈侵擾的女孩，此刻已在數位女士的妥善照料下就寢。眾人靜候逾一小時，並未聽到異響，於是下樓質詢女孩父親，但他矢口否認知曉或相信任何欺詐行徑。此前，這個所謂的亡靈曾當眾以表示肯定的敲擊聲承諾，將隨同一位紳士前往克勒肯維爾聖約翰教堂墓穴——即其遺體安葬處——並通過敲擊棺木證明自身存在。因此，眾人決定藉此驗證亡靈真偽。正當眾人商議之際，守候在女孩床榻旁的女士聽到敲擊聲和抓撓聲，於是急召他們返回臥室。眾人入內時，女孩宣稱感覺亡靈如老鼠一般壓在其背上，遂被要求將雙手伸出床外。從此時起，儘管眾人再三鄭重地要求亡靈現形，或在在場人士身上留痕，或發出敲擊聲和抓撓聲，但始終未見任何超自然力量存在的證據。隨後，眾人嚴正告訴亡靈，受諾人即將前往墓穴聆聽它敲擊棺木之聲，敦促其履行諾言。凌晨1時許，眾人步入教堂，受諾人與另一人進入墓穴。雖經莊重招請，墓穴依然悄然無聲。接著，那位被亡靈指控之人攜同數人進入墓穴，亦無所獲。返程後眾人盤問女孩，但她未有供認。大約在2時至3時之間，女孩獲許與父親一起回家。綜上，全體出席者一致認定：該女童有製造或模仿特殊聲響的伎倆，此事絶無超自然力量介入。
鑒於亡靈遲遲未有現身，摩爾十分失望，又向肯特直言此事純屬騙局，並願意協助揭露真相。肯特遂要求摩爾簽署宣誓书陳述實情，以平息風波及恢復自己名譽。然而，摩爾拒絕肯特的提案，堅稱亡靈的存在正是警示他所犯下的罪孽。許多人也認同摩爾對這對情侶關係的看法，當中包括帕森斯夫人：她認為所謂的伊麗莎白·肯特亡魂反對她姊妹的新戀情。
在2月3日的降神會上，敲擊聲依然持續不斷。此時的帕森斯已陷入極其嚴峻的處境；為了證明亡靈非虛，他同意讓女兒先在同月7日至10日於河岸街某宅邸接受檢測，再在14日轉往柯芬園另一處住所。測試手段包括讓女孩躺在吊床上伸展雙手雙腳。初時異響如期而至，但當要求伊麗莎白將手置於床外時，聲響便突然停止。亡靈連續兩夜沒有發出任何聲響。審查者告知伊麗莎白，若21日週日之前再無異響，父女二人將被移送新門監獄。審查者又要求女僕持續監視伊麗莎白；當女僕透過窺視孔看到女孩藏匿一塊大約15乘10（6乘4英寸）的小木頭，隨即向審查者告發。雖然後續仍出現抓撓聲，但審查者最終認定所有異響皆由伊麗莎白發出，乃受其父脅迫所致。真相大白後，伊麗莎白便獲允許回家。
2月25日左右，一本名為的小冊子問世，內容偏向同情肯特，很可能是由奧立佛·高德史密斯撰寫。與此同時，肯特仍在竭力洗刷污名。不過，坊間又流傳范妮遺骸早被移離墓穴，故亡靈無法敲擊棺木以証自身存在。於是在25日當天，肯特在奧德里奇、殯葬員、教堂執事及司事的陪同下，前往聖約翰教堂墓穴，旨在粉碎謠言。當殯葬員在肯特面前揭開棺蓋、露出范妮遺骸時，場面極其駭人。雖然摩爾始終堅信范妮亡靈一說，但墓穴的可怕景象擊垮了他的信念，他隨即發表聲明收回了先前的說法：
為了公道起見，鑒於有個別人士之名譽遭庫克巷偽亡靈惡意詆毀；為了警醒輕信之徒；為了挫敗惡意中傷者；更是為了杜絕這種荒謬事情繼續構詞惑眾——本人特此嚴正聲明：雖然經過多次現場查驗，惟未能指出那些所謂由亡靈發出的敲擊聲和抓撓聲，究竟是以何種方式發出和延續。然而，我確信這些異響是由奸人詭計所引起。尤以本月1日為甚，當日我與數位社會賢達齊聚於克勒肯維爾教區奧德里奇牧師府上，共同查証這宗蠱惑人心之事，更令我確信不疑。自查証後，我再也沒有面見涉事女孩，亦未有聽聞異響。我有義務補充一點，蒙冤者在場親耳聽聞偽亡靈指控時，其言行舉止未有絲毫可疑之處，反而臨危不亂處之泰然。我相信，如非平白無辜之人，絕不能有此表現。
然而，這份聲明終究未能使摩爾置身事外。當局仍以串謀罪對其提起公訴，同案被告還包括帕森斯夫婦、瑪麗·弗雷澤，以及懷疑在《公眾紀事報》發放失實資訊的商人理查德·詹姆斯（Richard James）。

## 審判

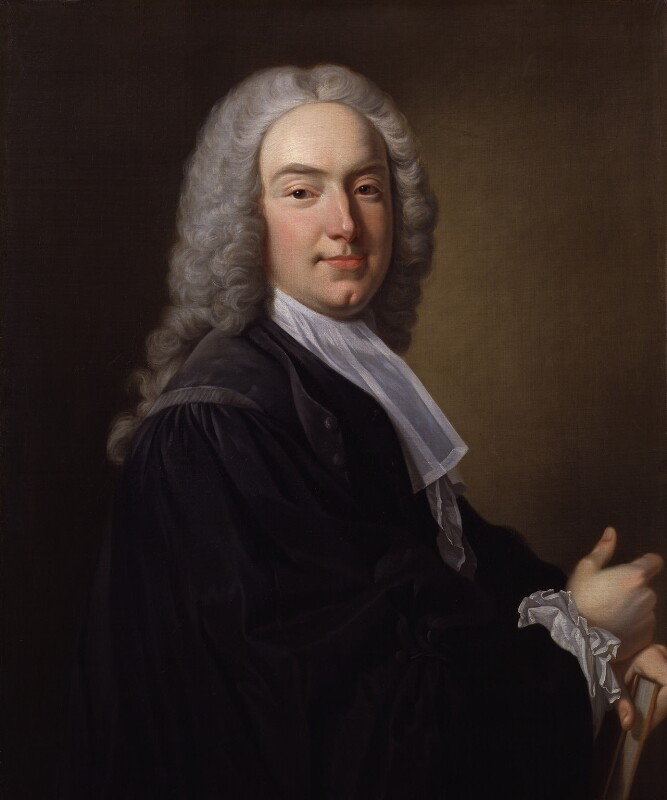
第一代曼斯菲尔德伯爵威廉·默里，本案由他審理

1762年7月10日，五名被告——約翰·摩爾、理查德·帕森斯及其妻、瑪麗·弗雷澤、理查德·詹姆斯——在倫敦市市政廳王座法院接受審判。本案由首席法官第一代曼斯菲尔德伯爵威廉·默里主審。審訊於上午10時進行，庭上座無虛席。原告人威廉·肯特指控上述被告串謀誣陷他毒殺弗朗西絲·萊恩斯，意圖取他性命。肯特詳述了與范妮的戀情，以及她以「刮木鬼范妮」（Scratching Fanny）還魂作祟的經過。詹姆斯·法蘭岑隨後出庭作證，而其供詞得到於同日稍後時間出庭的范妮女僕艾絲特·卡萊爾佐證。曾為范妮診治的庫珀醫生重覆他在宣誓書寫上的內容，又在庭上表示他始終認為庫克巷異響純屬騙局。多位控方證人相繼揭露騙局細節，最後一位更直指商人理查德·詹姆斯應對《公眾紀事報》刊載的虛假內容負責。
辯方傳召的證人包括曾照顧伊麗莎白·帕森斯的數位人士，他們依然相信亡靈真實存在。其他辯方證人還包括負責拆除帕森斯公寓護牆板的木匠，以及為逃離異響而搬離的凱瑟琳·弗蘭德。一位女證人的供詞引起旁聽者哄堂大笑，她當即正色道：「諸位，無論你們想法為何，此事絶非兒戲。」曾質詢亡靈的托馬斯·布勞頓和羅斯牧師（Mr. Ross）亦相繼出庭。當羅斯牧師在庭上提及他曾在降神會質詢亡靈的問題時，卻遭法官揶揄：「閣下以為是自己為難了亡靈，抑或是被它難倒？」約翰·摩爾獲得多位受人尊敬的紳士聲援，更呈上由坎特伯雷大主教托馬斯·塞克撰寫的信函。法官未開封便將其放入口袋，並稱該信絶無可能與本案存有關聯。理查德·詹姆斯與理查德·帕森斯亦獲多位證人作保，其中雖有人承認帕森斯確有酗酒習慣，但堅信他不可能涉案。
審訊於當晚9時30分許結束。法官耗時約90分鐘總結案情，而陪審團僅用15分鐘便裁定五人罪名成立。次週一，另有兩名誹謗肯特者亦被定罪，各判處罰款50英鎊。11月22日，五名被告再度出庭，但為了協商向肯特支付的損害賠償金額，法庭推遲量刑裁決。至1763年1月27日，因協商未果，眾人還押王座法院監獄候判。2月11日，摩爾和詹姆斯與肯特達成588英鎊的賠償協議，經約翰·艾德利·威爾默特法官訓誡後獲釋。翌日，法庭就餘下被告宣佈判決：
鑒於肯特先生蒙受重大冤屈，法庭決定透過懲處違法者予以一定補償，故將判決推遲七八個月，希望雙方在此期間達成和解。最終，涉案牧師與商人同意支付一筆整額賠款來換取赦免，遂在遭受訓誡後獲釋。理查德·帕森斯被判一個月內枷刑示眾三次，其中一次將在庫克巷巷尾執行；其妻伊麗莎白被判囚一年；瑪麗·弗雷澤被判入布萊德韋爾監獄服勞役六個月。
帕森斯雖然始終堅稱無罪，仍被判處兩年監禁。他先後於3月16日、3月30日、4月8日三度執行枷刑示眾。有別於其他罪犯，圍觀民眾不但未有加以辱罵，反而動了惻隱之心，甚至自發為其募捐籌款。

## 影響

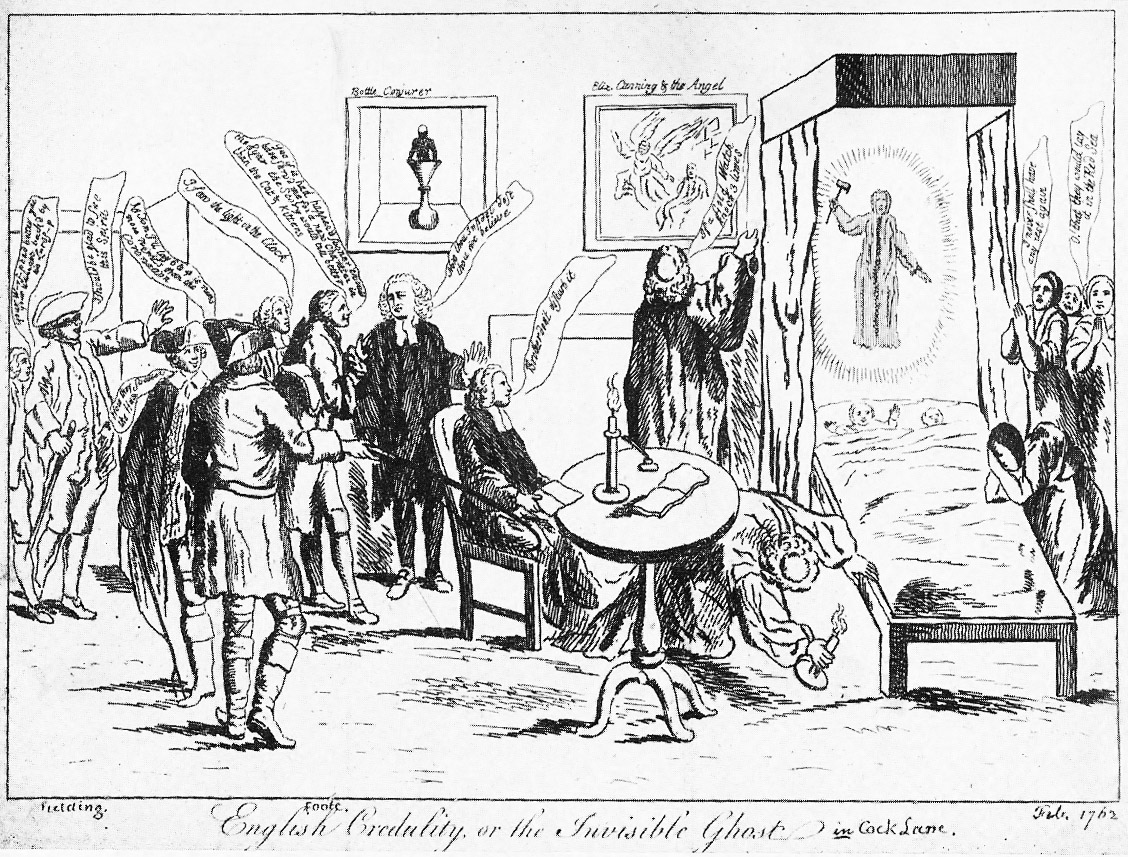
《English Credulity or the Invisible Ghost》（1762年）。畫中亡靈徘徊在床上兩名孩童頭頂，圍觀群眾包括地方法官及數名牧師。牆上則懸掛女騙子伊麗莎白·坎寧的畫像。此畫可能出自奧立佛·高德史密斯之手

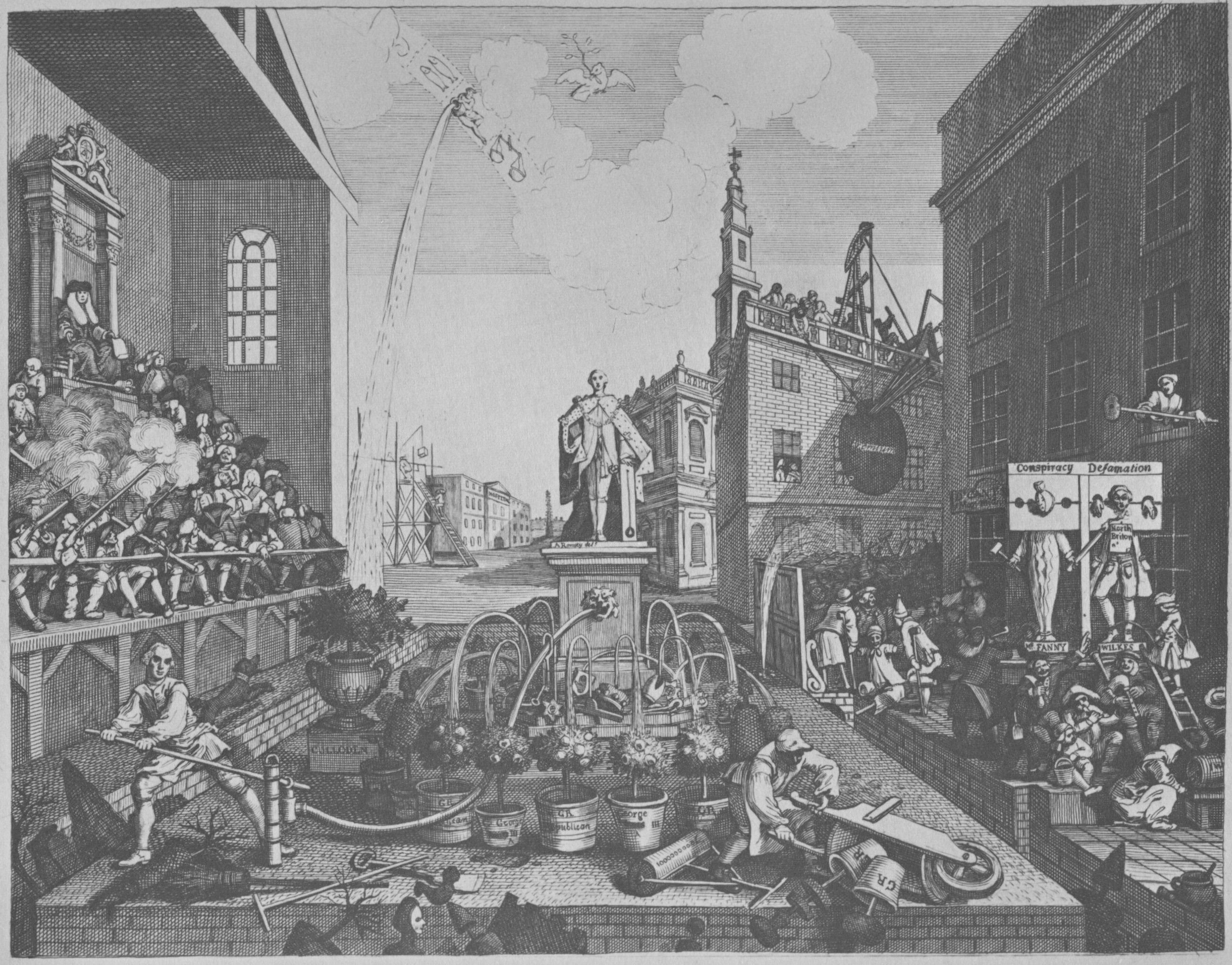
威廉·贺加斯所繪的《The Times》組畫第二幅作品。畫中坎特伯雷大主教托馬斯·塞克的身影隱約浮現於背景暗處，前方則是戴枷示眾的庫克巷亡靈與激進政客约翰·威尔克斯。畫作因而引起聖公宗主教批評

庫克巷亡靈事件成為當時循道宗與傳統聖公宗之間宗教論爭的焦點。多數宗教的核心觀念認為人的靈魂在死後會獲得永生；每當所謂騷靈現象顯現時，信徒皆視其為信仰的肯定。約翰·衛斯理年少時深受家族宅邸「閙鬼」傳聞影響，而這些體驗也貫徹在他後來創立的循道宗——該教派因對巫術和魔法的立場屢遭批評。儘管循道宗內部派系林立，卻幾乎成為超自然信仰的代名詞。因此，部分循道宗信徒比聖公宗更確信庫克巷亡靈的真實性，倒是聖公宗視這類現象為昔日天主教遺害。這種對立在循道宗牧師約翰·摩爾與聖公宗牧師斯蒂芬·奧德里奇的衝突中得到充分演繹。霍勒斯·沃波爾曾經參與降神會，他在1845年回憶錄中指控循道宗刻意營造亡靈存在的證據，又描述循道宗牧師經常在伊麗莎白·帕森斯附近出沒，暗示教會會補償其父所面對的麻煩。
塞缪尔·约翰逊篤信基督教，並認同作家約瑟夫·格蘭維爾的觀點——他在1681年著作中，表示對於无神论和怀疑论正衝擊宗教根基與巫術信仰深感擔憂。對约翰逊而言，來世不存在簡直是個可怕的想法。儘管他相信靈體能夠庇佑生者並給予指引，卻始終與容易輕信他人的循道宗信徒保持距離，並認定他的信仰需要確鑿的來世證據。這位終身的懷疑論者曾與傳記作家詹姆斯·博斯韦尔討論時坦言：
先生，我認為關鍵在於區分什麼是僅憑想像力便能催生的體驗，什麼是想像力絶無可能創造的事物。舉例說，如果我以為自己看見某個形體，並聽到它說：「约翰逊，你罪大惡極，若不悔改必遭嚴懲。」這很可能是因為我有自知之明，才會產生這種幻覺，所以不會相信有外來的訊息傳達給我。但是，假如這個形體準確地說出，某人在某時某地去世的具體細節，而我對此毫無所知也無從得知，事後又完全屬實，那我就不得不相信這是真實的超自然現象了。
儘管约翰逊揭露了這場騙局的本質，卻仍未能逃過諷刺作家查爾斯·邱吉爾的攻擊，其於1762年作品中冷嘲熱諷约翰逊的輕信的一面。丘吉爾對约翰逊冷淡對待其作品耿耿於懷，於是塑造了龐波索（Pomposo）一角，把它描寫成亡靈調查者中比較輕易相信的一個，並利用這部諷刺作品來凸顯對象的「迷信傾向」。约翰逊對此毫不在意。不過，據傳當丘吉爾再次因其拖延出版《威廉·莎士比亞戲劇集》而嘲諷他時，约翰逊確實動怒。起初出版商對抨擊那些牽涉在鬧鬼事件中的人有所顧忌；隨著帕森斯的騙局被揭穿，丘吉爾的諷刺作品引領了一股嘲弄風潮。各家報章紛紛翻查歷史騙局案例，甚至援引作家雷金納德·斯科特於1584年所創的《發現巫術》等古籍佐證。1762年的匿名作品也提及庫克巷幽靈事件，旨在諷刺涉案者的愚昧；作者自稱這部作品是「對庫克巷卑劣怪象的憤怒抨擊」。很快，塞繆爾·福特的《演說家》（The Orators，1762年）等作品相繼面世。諸如之類的滑稽詩作紛紛出版，劇院則上演、等應景劇目。
1762年2月發表的奧立佛·高德史密斯，可能還於同年創作了諷刺畫作。畫作展示了藝術家想像中的降神會場景：亡靈徘徊在床上兩名孩童頭頂。在床右側，一位虔誠祈禱的婦人高呼：「啊！但願他們把它放在紅海！」另一人哭喊：「我再也無法安眠。」失明的地方法官兼社會改革家約翰·菲爾丁正從左側入門，說道：「我倒想親眼瞧瞧這亡靈」。其同伴則提醒：「閣下最好讓市長大人批准您的逮捕令」——此處指米德爾塞克斯郡地方法官的逮捕令需經倫敦金融城市長塞繆爾·弗魯代爾加簽方能生效。畫中也有不少人圍觀，其中一名牧師甚至質問他人：「異教徒，你還不信嗎？」牆上中間偏右的位置甚至懸掛伊麗莎白·坎寧的畫像——正是後者的詐騙案令弗魯代爾市長不敢貿然逮捕帕森斯或肯特。
劇作家大衛·加雷克將其大獲成功的作品《農夫從倫敦歸來》獻給了諷刺畫家威廉·贺加斯。故事講述一位農夫向家人講述他與「范妮小姐」的對話，其喜劇效果源自角色反轉：半信半疑的鄉野農夫取笑輕信亡靈的城市人。賀加斯本人也通過版畫《輕信、迷信、狂熱》（1762年）對庫克巷亡靈事件作出尖鋭批判。這幅畫作刻意抨擊聖公宗牧師，其中一位正將「陰莖狀的亡靈」塞入年輕女子的緊身胸衣裡。他在1762年至1763年間創作了組畫第二幅作品，再次將矛頭指向聖公宗：把曾為涉案者求情的托馬斯·塞克大主教肖像置於庫克巷亡靈後方，更讓亡靈與激進政治家约翰·威尔克斯同戴枷鎖，暗示聖公宗與皮特派在蠱惑民心方面如出一轍。這幅畫作激怒了聖公宗主教威廉·沃伯頓，儘管他經常批評循道宗，但他寫道：「我看了賀加斯那幅有關亡靈的版畫，簡直就是淫蕩猥褻、褻瀆神靈的可怕作品。我現在不僅鄙視他的作品，更對他這個人徹底失望。唯一值得慶幸的是，畫中最糟糕的部分，平民百姓估計根本看不懂。」
19世紀作家查尔斯·狄更斯在多部作品中均有提及庫克巷亡靈。在《尼古拉斯·尼克贝》中，作為小說主要笑料來源的尼克貝太太聲稱其曾祖父和庫克巷亡靈是同窗，並補充道：「我知道他的校長是個不从国教者，這在很大程度上解釋了為何庫克巷亡靈長大後會對牧師如此無禮」。《双城记》和《董贝父子》也曾簡短地提及庫克巷亡靈事件。
根據史料記載，帕森斯當年的住所大概位於庫克巷20號。據考証，該房子是在1666年倫敦大火後不久建造，「一直飽受騷靈現象困擾」，最終於1979年遭拆除。

## 備註
1. ↑  按照英國零售物價指數來計算，1759年的20英鎊，相當於2023年的3,869.77英鎊。[7]
2. ↑  按照英國零售物價指數來計算，1760年的150英鎊，相當於2023年的28,646.82英鎊。[7]
3. ↑  按照英國零售物價指數來計算，1760年的95英鎊，相當於2023年的18,142.98英鎊。[7]
4. ↑  按照英國零售物價指數來計算，1760年的45英鎊，相當於2023年的8,594.04英鎊。[7]
5. ↑  但訴訟結果不明。
6. ↑  不過，肯特在2月8日公開了一份由醫生庫珀和藥劑師瓊斯共同簽署的宣誓書，詳細記錄了兩位醫療人員在弗朗西絲·萊恩斯懷孕期間及最終死於天花時的診療情況。兩人強調，在萊恩斯離世前的50小時裡，她幾乎完全喪失吞嚥能力，期間只能攝取由他們親自喂服的流食。[104]
7. 1 2  意為《真相大白》
8. ↑  因亡靈發出的抓撓聲而得名。
9. ↑  按照英國零售物價指數來計算，1762年的50英鎊，相當於2023年的9,426.66英鎊。[7]
10. ↑  按照英國零售物價指數來計算，1763年的588英鎊，相當於2023年的108,830.4英鎊。[7]
11. ↑  意為《撒都該主義的潰敗》
12. ↑  意為《亡靈》
13. ↑  也有譯作《巫術的奧秘》、《巫術探索》、《巫術真相》
14. ↑  意為《反卡尼迪亞：迷信現形記》
15. ↑  意為《庫克巷騙局》
16. ↑  意為《鼓手》
17. ↑  意為《鬼屋》
18. ↑  意為《英國人的輕信或看不見的亡靈》
19. ↑  意為《時代》
20. ↑  范阿莫隆根認為，狄更斯對亡靈的偏好和迷戀，很可能是由保姆瑪麗·韋勒（Mary Weller）在他童年說鬼故事時造成[143]。不過，斯萊特在其著作中分析，推斷韋勒未有向童年狄更斯灌輸這些故事[144]。

## 腳注
1. ↑  Benedict 2002，第171頁.
2. 1 2 3 4 5  Grant 1965，第6頁.
3. 1 2 3  Grant 1965，第7頁.
4. ↑  Grant 1965，第7-8頁.
5. 1 2  Grant 1965，第8頁.
6. ↑  Grant 1965，第9頁.
7. 1 2 3 4 5 6  見英國零售價指數，数据來自Clark, Gregory. . MeasuringWorth. 2017  [2024-05-07].
8. ↑  Grant 1965，第4,10頁.
9. 1 2  Grant 1965，第4頁.
10. 1 2  Grant 1965，第10頁.
11. 1 2  Grant 1965，第4-5頁.
12. 1 2 3  Chambers 2006，第28頁.
13. 1 2 3 4 5 6  Seccombe, Thomas; Shore, Heather. . Shore, Heather  (编).  線上版. 牛津大學出版社. 2004  [2025-06-09]. doi:10.1093/ref:odnb/21456 （英语）. 需要订阅或英国公共图书馆会员资格
14. 1 2 3  Grant 1965，第11頁.
15. ↑  Chambers 2006，第28-29頁.
16. ↑  Grant 1965，第14-15頁.
17. ↑  Chambers 2006，第39-40頁.
18. ↑  Chambers 2006，第29頁.
19. ↑  Grant 1965，第12頁.
20. 1 2  Grant 1965，第13頁.
21. ↑  Chambers 2006，第30-31頁.
22. ↑  Grant 1965，第13-14頁.
23. ↑  Chambers 2006，第31頁.
24. ↑  Grant 1965，第14頁.
25. ↑  Chambers 2006，第33頁.
26. 1 2 3 4  Grant 1965，第16頁.
27. ↑  Chambers 2006，第34頁.
28. ↑  Chambers 2006，第35頁.
29. ↑  Grant 1965，第17頁.
30. 1 2  Grant 1965，第18頁.
31. 1 2  Chambers 2006，第37頁.
32. 1 2 3 4  Grant 1965，第19頁.
33. ↑  Chambers 2006，第37-38頁.
34. ↑  Grant 1965，第12-13頁.
35. ↑  Chambers 2006，第41-42頁.
36. ↑  Enoch, Nick. . Daily Mail. 2012-01-05  [2025-06-14]. （原始内容存档于2024-11-19） （英语）.
37. ↑  Lang 1894，第165頁.
38. ↑  Grant 1965，第20頁.
39. ↑  Chambers 2006，第46頁.
40. 1 2  Grant 1965，第20-21頁.
41. ↑  Grant 1965，第23-24頁.
42. 1 2  Grant 1965，第24頁.
43. 1 2 3 4  Grant 1965，第25頁.
44. ↑  Grant 1965，第25-26頁.
45. 1 2  Grant 1965，第26頁.
46. ↑  Chambers 2006，第75-77頁.
47. ↑  Chambers 2006，第78-79頁.
48. 1 2 3 4 5  Grant 1965，第27頁.
49. ↑  Chambers 2006，第80頁.
50. ↑  Chambers 2006，第64, 71頁.
51. 1 2 3  Grant 1965，第28頁.
52. ↑  Chambers 2006，第71-72頁.
53. ↑  Grant 1965，第28-29頁.
54. ↑  Chambers 2006，第84頁.
55. 1 2  Grant 1965，第29頁.
56. ↑  Grant 1965，第30頁.
57. ↑  Chambers 2006，第80-87頁.
58. ↑  Grant 1965，第31頁.
59. ↑  Grant 1965，第31-32頁.
60. 1 2 3  Grant 1965，第32頁.
61. ↑  Chambers 2006，第100頁.
62. 1 2  Grant 1965，第32-33頁.
63. ↑  Chambers 2006，第101頁.
64. ↑  Grant 1965，第33頁.
65. 1 2  Grant 1965，第34頁.
66. ↑  Grant 1965，第34-35頁.
67. 1 2 3  Grant 1965，第35頁.
68. ↑  Chambers 2006，第103頁.
69. ↑  Chambers 2006，第104頁.
70. ↑  Grant 1965，第36頁.
71. 1 2 3  Grant 1965，第38頁.
72. 1 2 3 4  Grant 1965，第39頁.
73. 1 2  Grant 1965，第40頁.
74. ↑  Grant 1965，第40-41頁.
75. ↑  Grant 1965，第41-42頁.
76. 1 2  Chambers 2006，第123頁.
77. ↑  Grant 1965，第42頁.
78. ↑  Grant 1965，第43頁.
79. ↑  Grant 1965，第43-44頁.
80. ↑  Chambers 2006，第123-124頁.
81. 1 2  Grant 1965，第44頁.
82. 1 2  Chambers 2006，第124頁.
83. 1 2 3  Grant 1965，第54頁.
84. 1 2  Benedict 2002，第172頁.
85. 1 2 3  MacKay 1852，第232頁.
86. 1 2  Westwood & Simpson 2005，第463-464頁.
87. ↑  Chambers 2006，第126頁.
88. ↑  Chambers 2006，第126-127頁.
89. 1 2  Chambers 2006，第127頁.
90. 1 2  Grant 1965，第51頁.
91. ↑  Grant 1965，第52頁.
92. ↑  Chambers 2006，第128頁.
93. 1 2  Grant 1965，第53頁.
94. ↑  Chambers 2006，第129頁.
95. ↑  Chambers 2006，第131-132頁.
96. ↑  Chambers 2006，第132頁.
97. ↑  Chambers 2006，第133頁.
98. ↑  Grant 1965，第55-56頁.
99. ↑  Grant 1965，第56頁.
100. 1 2  Grant 1965，第56-57頁.
101. ↑  Grant 1965，第57頁.
102. ↑  Boswell & Malone 1791，第220-221頁.
103. 1 2 3  Grant 1965，第73頁.
104. 1 2 3 4 5  Grant 1965，第77頁.
105. ↑  Chambers 2006，第39-42頁.
106. ↑  Grant 1965，第73-74頁.
107. ↑  Grant 1965，第74-75頁.
108. 1 2 3 4  Grant 1965，第75頁.
109. ↑  Lang 1894，第168頁.
110. ↑  Grant 1965，第75-76頁.
111. ↑  Lang 1894，第169頁.
112. ↑  Grant 1965，第76頁.
113. ↑  Goldsmith & Cunningham 1854，第364頁.
114. ↑  Grant 1965，第77-78頁.
115. ↑  Grant 1965，第80頁.
116. ↑  Grant 1965，第80, 110頁.
117. 1 2 3 4 5 6  Grant 1965，第110頁.
118. ↑  Grant 1965，第110-111頁.
119. 1 2 3  Grant 1965，第111頁.
120. 1 2 3 4 5  Grant 1965，第112頁.
121. 1 2 3 4 5 6  Grant 1965，第113頁.
122. ↑  Grant 1965，第113-114頁.
123. 1 2  Walpole & Le Marchant 1845，第148頁.
124. 1 2 3  Grant 1965，第114頁.
125. 1 2  Grant 1965，第60頁.
126. 1 2  Davies 1999，第12-14頁.
127. 1 2  Chambers 2006，第47-54, 87頁.
128. ↑  Walpole & Le Marchant 1845，第146-147頁.
129. ↑  Grant 1965，第60-63頁.
130. ↑  Boswell & Malone 1791，第219頁.
131. ↑  Sambrook, James. .  線上版. 牛津大學出版社. 2006  [2025-07-15]. doi:10.1093/ref:odnb/5397 （英语）. 需要订阅或英国公共图书馆会员资格
132. 1 2 3  Bate 1977，第352-353頁.
133. 1 2 3  Grant 1965，第81-82頁.
134. ↑  Davies 1999，第10頁.
135. ↑  Benedict 2002，第173頁.
136. ↑  Addington Bruce 1908，第81-101頁.
137. 1 2  Clery 1999，第14-16頁.
138. ↑  Hawkins 1883，第45-46頁.
139. 1 2  Paulson 1993，第366頁.
140. 1 2  Cody 2005，第143-144頁.
141. ↑  Paulson 1993，第392-393頁.
142. ↑  Walpole & Le Marchant 1845，第150頁.
143. 1 2  Van Amerongen 1972，第218頁.
144. ↑  Slater 1983，第383頁.
145. ↑  Dickens 1838–39，第655頁.
146. ↑  Dickens 1859，第1頁.
147. ↑  Dickens 1867，第64頁.
148. ↑  Grant 1965，第5頁.
149. ↑  Waters 1993，第105頁.

## 延伸閱讀
- Bakewell, Sarah. . Fortean Times. Vol. 150 (Diamond Publishing). 2001-10: 30–33 （英语）.
- Churchill, Charles. . London: Printed for the author and sold by William Flexney. 1762 （英语）.
- 麥敬灝. . every little d. 2018-08-24  [2025-07-05]. （原始内容存档于2025-01-13） （中文（臺灣））.

51°31′02″N 0°06′09″W / 51.5172°N 0.1024°W